# Ruth Ospelt
Ruth Ospelt (* 1959 in Vaduz) ist eine liechtensteinische Sportfunktionärin. Sie war von 2013 bis 2019 Präsidentin des FC Vaduz.

## Leben und berufliche Laufbahn
Ospelt absolvierte eine Ausbildung zur Keramikmalerin. Später war sie tätig als Telefonistin einer Bank, bei einem TV-Sender, als Kioskverkäuferin, im Kunstmuseum Vaduz und beim Kristallglashersteller D. Swarovski. Mit 35 Jahren reiste sie ein Jahr durch Zentralamerika.
2003 wurde sie Assistentin des Geschäftsleiters des Fussballvereins FC Vaduz. Nach eineinhalb Jahren beendete sie ihre Tätigkeit in der Geschäftsleitung des FC Vaduz, um ihren erkrankten Vater zu pflegen.
Ospelt führt heute eine Immobilienverwaltung und ein Handelsunternehmen. Sie engagiert sich auch in der Flüchtlingshilfe und für eine Schule in Tansania. Ospelt ist geschieden.

## Sportfunktionärin
Bei FC Vaduz engagierte sie sich in der Gönnervereinigung Premier Club, dessen Präsidentin sie war. Sie ist auch Mitglied im VIP-Club des Vereins.
2010 wurde Ospelt zur Vizepräsidentin des FC Vaduz berufen. Nach dem Verzicht von Vereinspräsident Albin Johann wurde Ospelt im September 2013 zur neuen Präsidentin gewählt. Nach sechs Jahren im Amt entschied sie sich, nicht nochmals für das Amt zu kandidieren und trat damit auf den September 2019 zurück.